# Michael Culme-Seymour (1836–1920)
Sir Michael Culme-Seymour, 3. baronet (Sir Michael Culme-Seymour, 3rd Baronet Culme-Seymour of Highmount and Firley Park) (13. března 1836, Berkhamsted, Hertfordshire, Anglie – 11. října 1920, Oundle, Northamptonshire, Anglie) byl britský admirál. U královského námořnictva sloužil od svých čtrnácti let, byl účastníkem několika válek a vystřídal působení v řadě destinací britské koloniální říše. V roce 1893 dosáhl hodnosti admirála, aktivní kariéru završil jako vrchní velitel ve Středozemním moři a první královský námořní pobočník. Jeho synem byl Sir Michael Culme-Seymour (1867–1925), který se jako admirál Royal Navy uplatnil za první světové války.

## Životopis
Pocházel ze starého šlechtického rodu Seymourů, který v této linii v generaci jeho otce přijal příjmení Culme-Seymour. Byl vnukem admirála Sira Michaela Seymoura (1768–1834) a synovcem admirála Sira Michaela Seymoura (1802–1887). Narodil se jako nejstarší syn reverenda Johna Seymoura (1800–1880), který po sňatku s Elizabeth Culme přijal jméno Culme-Seymour (1842). Do královského námořnictva vstoupil v roce 1850, později sloužil v Indickém oceánu pod velením svého strýce Michaela a zúčastnil se druhé opiové války. V roce 1859 byl povýšen na komandéra a od roku 1861 jako samostatný velitel lodi sloužil ve Středomoří. V hodnosti kapitána (1865) byl později převelen do Lamanšského průlivu a v letech 1874–1877 působil jako tajemník ministra námořnictva G. W. Hunta. Jako velitel vlajkové lodi HMS Duke of Wellington sloužil poté v Portsmouthu a v roce 1882 byl povýšen na kontradmirála. V roce 1885 byl zástupcem velitele v Baltském moři a poté vrchním velitelem v Tichém oceánu (Pacific Station, 1885–1888). V roce 1888 byl povýšen na viceadmirála a následně byl velitelem v Lamanšském průlivu (1888–1890). V roce 1893 dosáhl hodnosti admirála a v letech 1893–1896 byl vrchním velitelem ve Středozemním moři. Svou aktivní kariéru završil jako vrchní velitel v Portsmouthu (1897–1900) a v roce 1901 byl penzionován. Mezitím v letech 1899–1901 zastával funkci prvního námořního pobočníka (First and Principal Naval Aide-de-Camp) královny Viktorie, v níž setrval ještě krátce na počátku vlády Eduarda VII. (First and Principal Naval-Aide-de-Camp). V roce 1901 byl pověřen zvláštní diplomatickou misí s oznámením nástupu Eduarda VII. na trůn do Belgie, Nizozemí a německých států. Nakonec v letech 1901–1920 zastával čestnou funkci viceadmirála Spojeného království. Za zásluhy byl nositelem velkokříže Řádu lázně a velkokříže Viktoriina řádu, v Turecku obdržel Řád Medžidie.[zdroj?]
V roce 1866 se oženil s Mary Georgianou Watsonovou (1845–1912) z rodu hrabat ze Sondesu. Z jejich manželství pocházelo pět dětí. Nejstarší syn Sir Michael Culme-Seymour (1867–1925) byl dědicem titulu baroneta a byl též admirálem Royal Navy. Nejmladší syn George Culme-Seymour (1878–1915) sloužil v armádě a v hodnosti kapitána padl v bitvě u Ypres za první světové války. Dcera Mary Elizabeth (1871–1944) byla manželkou admirála Sira Trevylyana Napiera.[zdroj?]